# Wulfran Puget
Pour les articles homonymes, voir Puget (homonymie).
Auguste François Marie Wulfran Puget né à Paris le 6 juin 1787, mort à Marseille le 1er février 1866, est un négociant et armateur marseillais.

## Biographie
Wulfran Puget né à Paris le 6 juin 1787 est le fils de Vincent Puget (1757-1832), né à Aix-en-Provence, négociant, époux d’Adélaïde Canaple (1767-1841). Il est le cousin germain d'Edmond Canaple. Il vient à Marseille en 1808 s'initier aux affaires auprès de son oncle maternel Esprit Canaple dont il épouse successivement les deux filles : en 1827 Aricie (1801-1832) dont il aura une fille Camille (épouse de Jules Rostand) et en 1833, après son veuvage, Eugénie (1803-1888) dont il aura deux filles : Eugénie et Constance, et deux fils : Edmond et Wulfran.
Il habite un hôtel particulier au no 7 de la rue Montgrand et possède plusieurs immeubles rue Saint-Jacques et rue Edmond-Rostand.

### Le négociant armateur
Après son apprentissage dans la fabrique de savon de son oncle, Wulfran Puget fonde en 1818 une maison de négoce. Ensuite il achète trois voiliers et fait du commerce avec les Antilles et les Amériques. Il devient une notabilité de Marseille. Il préside le Conseil des prud'hommes, le Tribunal de commerce de 1833 à 1835 et la Chambre de commerce de 1838 à 1842. Il est également conseiller municipal en 1830 et conseiller général de 1833 à 1848.
Intendant de la santé publique de Marseille et chef de bataillon major de la 1re légion de la garde nationale, administrateur des Hospices, il est également actionnaire de l'Association pour la création de logements ouvriers en 1848. Catholique convaincu, il participe à l'installation des Petites Sœurs des pauvres à Marseille et figure dans plusieurs conseils d'œuvres religieuses. Sa seconde épouse, Eugénie, sera choisie pour être la marraine en 1845 du bourdon de Notre-Dame-de-la-Garde.

## Distinctions
Il est officier de la Légion d'honneur. Une rue de Marseille porte son nom.